# 노보호흘롭스카야역
노보호흘롭스카야역(러시아어: Новохохловская)은 모스크바 지하철 모스크바 중앙 순환선의 역이다.

## 사진

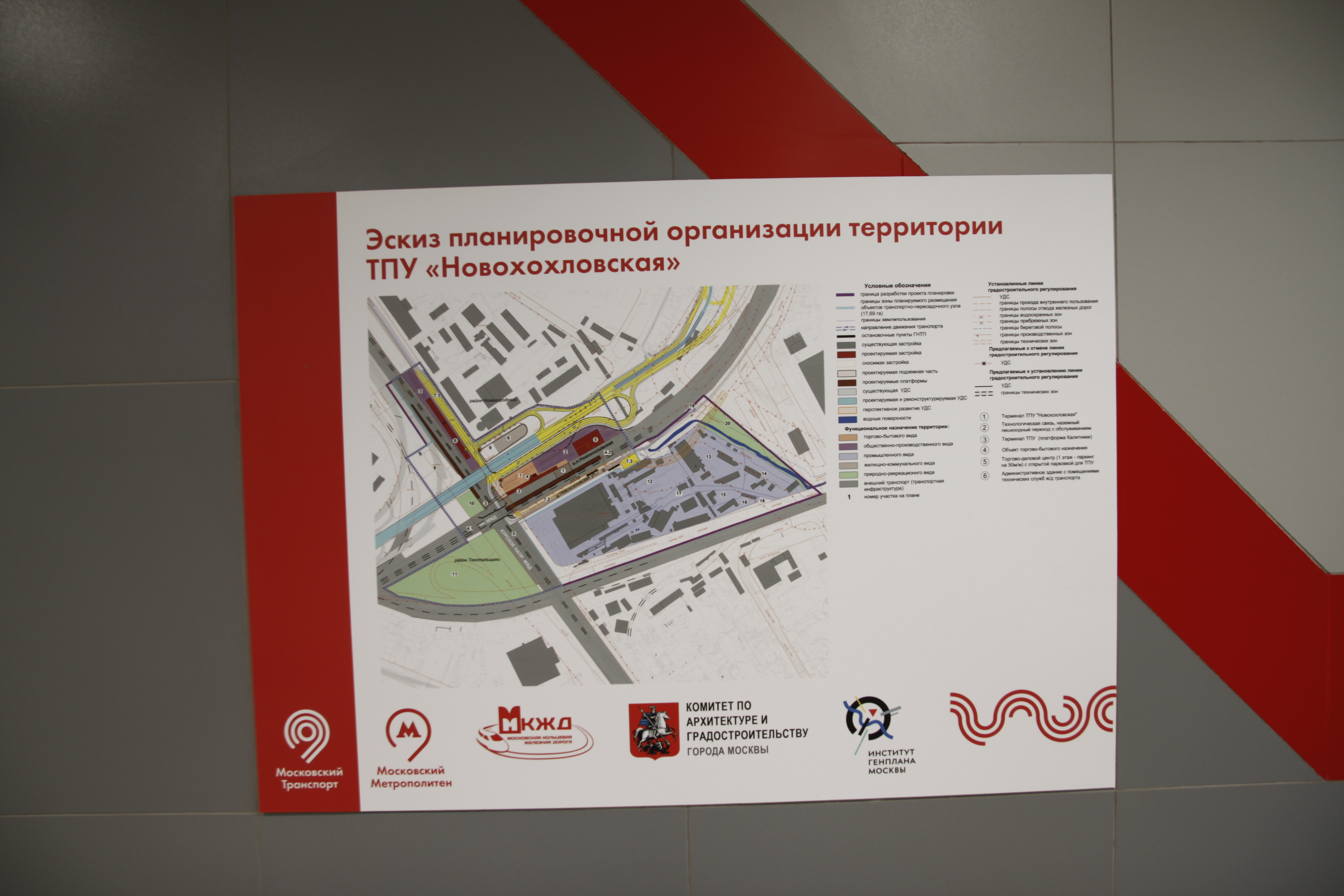
주변 지도
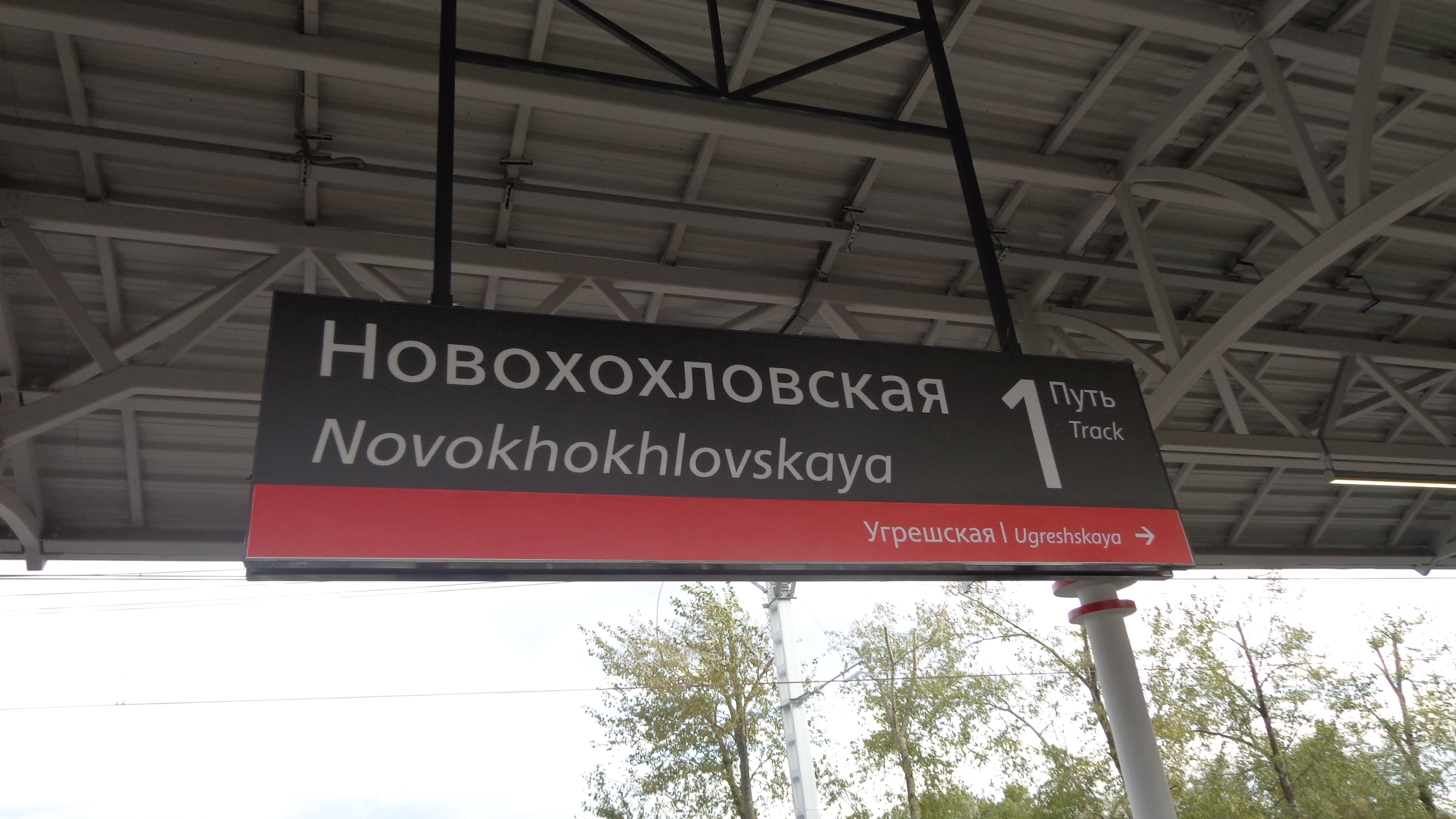
역명판
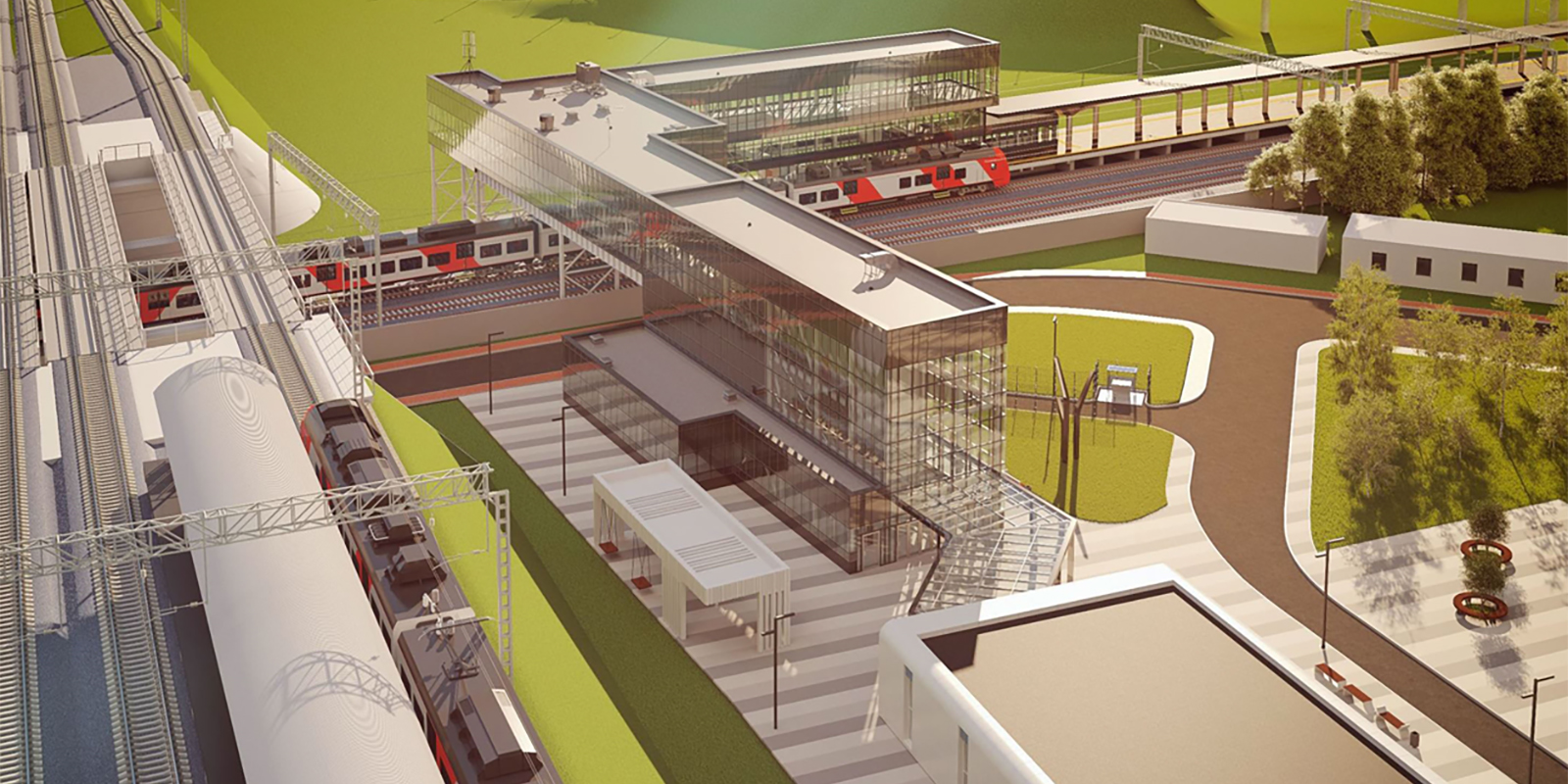
TPU 프로젝트